# 許克林根冰原島峰
68°13′S 58°27′E / 68.217°S 58.450°E
許克林根冰原島峰（英語：Kjuklingen Nunatak）是南極洲的冰原島峰，位於坎普地的德懷爾冰原島峰，處於耶伊塔山以東3公里，屬於漢森山脈的一部分，由挪威製圖師命名。